# Veľopolie
Veľopolie és un poble i municipi d'Eslovàquia. Es troba a la regió de Prešov, al nord del país.

## Història
La primera referència escrita de la vila data del 1430.

## Demografia
| Godina             | 1994 | 2004   | 2014    | 2024   |
| ------------------ | ---- | ------ | ------- | ------ |
| Nombre de persones | 311  | 321    | 363     | 377    |
| Diferència         |      | +3,21% | +13,08% | +3,85% |

| Godina             | 2023 | 2024   |
| ------------------ | ---- | ------ |
| Nombre de persones | 374  | 377    |
| Diferència         |      | +0,80% |